# Deceased
Deceased é uma banda de death metal dos Estados Unidos, formada em Arlington, em 1985.. King Fowley e o guitarrista Doug Souther fundaram a banda com o objetivo de “superar Slayer".

## Discografia

### Álbuns de estúdio
- 1991 - Luck Of The Corpse
- 1993 - 13 Frightened Souls (EP)
- 1995 - The Blueprints For Madness
- 1996 - Death Metal From The Grave (Compilation)
- 1997 - Fearless Undead Machines
- 2000 - Supernatural Addiction
- 2001 - Behind The Mourner's Veil (EP)
- 2001 - Up The Tombstones!!! (Live Album)
- 2003 - Corpses, Souls & Other Strangeness (Compilation)
- 2005 - As The Weird Travel On